# Jean-Louis Trintignant
Jean-Louis Trintignant (født 11. december 1930 i Piolenc, død 17. juni 2022 i Collias) var en fransk skuespiller.

## Udvalgt filmografi
- Gud skabte kvinden (1956)
- Farlige forbindelser (1959)
- Jeg – en playboy (1962)
- Slottet i Sverige (1963)
- En mand og en kvinde (1966)
- Veninderne (1968)
- Z (1969)
- Min nat hos Maud (1969)
- Medløberen (1970)
- Det vilde får (1974)
- Den nye verden (1982)
- I al fortrolighed (1983)
- Rød (1994)
- De fortabte børns by (1995, stemme)
- Amour (2012)